# Saravah
Saravah is een onafhankelijk Frans platenlabel, in 1965 opgericht door de schrijver, componist en acteur Pierre Barouh. Op het label zijn platen uitgekomen in verschillende muziekstijlen: jazz, rock, experimentele muziek en bijvoorbeeld wereldmuziek.
Artiesten die op het label werden uitgebracht zijn onder meer: Barney Wilen, Daniel Mille, Maurice Vander, Michel Graillier, René Urtreger en Steve Lacy  (jazz), Naná  Vasconcelos, Pierre Akendengue (wereldmuziek), Sanvi Alfred Panou, Jacques Higelin, Brigitte Fontaine,  Leprest Allain, David McNeil, Gérard Piron, Keane, Bia Krieger, Dragibus, Fred Poulet en The Coq.